# Трој (Ајдахо)
Трој (енгл. Troy) град је у америчкој савезној држави Ајдахо.

## Демографија
По попису из 2010. године број становника је 862, што је 64 (8,0%) становника више него 2000. године.
| Група             | 2000.       | 2010.       |
| Белци             | 767 (96,1%) | 808 (93,7%) |
| Афроамериканци    | 0 (0,0%)    | 0 (0,0%)    |
| Азијати           | 3 (0,4%)    | 5 (0,6%)    |
| Хиспаноамериканци | 1 (0,1%)    | 26 (3,0%)   |
| Укупно            | 798         | 862         |